# Waiting for an Angel
"Waiting for an angel" er den mest kendte sang, som guitaristen i The Dreams, Heini Gilstón Corfitz Andersen har skrevet og indspillet på egen hånd. Det færøske band The Dreams spiller den ofte til deres koncerter, hvor rollerne bliver byttet om, så det ikke længere er Hans Edward Andreasen der er forsanger, men i stedet den unge guitarist Heini Gilstón Corfitz Andersen. 
| Musik | Spire Denne musikartikel er en spire som bør udbygges. Du er velkommen til at hjælpe Wikipedia ved at udvide den. |